# Туштеа (Хунедоара)
Туштеа (рум. Tuștea) насеље је у Румунији у округу Хунедоара у општини Ђенерал Бертхелот. Oпштина се налази на надморској висини од 364 m.

## Становништво
Према подацима из 2002. године у насељу је живело 325 становника, од којих су сви румунске националности.